# Malena Muyala
Malena Muyala   (San José de Mayo, 23 de març de 1971) és una cantant i compositora uruguaiana de tango, valsos, milongas i milongones. És una de les principals veus femenines de l'Uruguai

## Biografia
Malena Muyala va néixer a l'Uruguai, al departament de San José, on passa la infància i part de la joventut. En l'àmbit familiar, especialment la seva àvia, sempre li van fomentar el gust per la música i el teatre.

## Carrera professional
A la primerenca edat d'onze anys ingressa al Teatre Macció de San José de Mayo, on sota la direcció del Director Eduardo Malet rep les seves primeres classe d'art dramàtic i realitza les obres Percanta que me amurraste i Vámonos. D'adolescent, continua amb la música, i va integrar diversos grups. Va dirigir una murga ide dones en el marc de les Estudiantines.
La seva carrera s'enlaira el 1988, quan va anar a viure a la ciutat de Montevideo. Hi va ingressar a l'Antimurga BCG, a càrrec del director Jorge Esmoris. Amb ell realitza les obres Entre locos y loquitos, Papitas y boniatos al horno i Sexo, chocolate y BCG. A totes tres, a més de l'actuació, va participar com a cantant.
El 1991 participa en el Primer Certamen Nacional de Tango realitzat a l'Uruguai. Hi obté el Primer Premi entre 350 participants de tot el país. El mateix any forma un grup musical i comença a presentar-se en diferents escenaris nacionals. Al poc temps, el 1994, rep una invitació de la cantautora Estela Magnone per a ser la veu solista del grup Seda, amb Pitufo Lombardo, Shyra Panzardo, Cinthia Gallo i Estela Magnone.
L'any 1997 presenta davant el Ministeri d'Educació i Cultura de l'Uruguai (MEC) el seu projecte Malena, tanto tango y tanto amor, que és seleccionat entre setanta propostes per realitzar una gira d'àmbit nacional. Un any després va gravar el seu primer disc compacte. Des d'aleshores va realitzar diverses presentacions nacionals i internacionals, fins a tal punt que ha estat reconeguda amb diverses distincions i premis.
L'any 2000 grava el segon disc, Puro Veros. Seguit per Viajera el 2007, que va obtenir un Disc d'Or.
El 2008 és convidada per l'Orquestra Filharmònica de Montevideo a realitzar un espectacle anomenat Malena Muyala + La Filarmónica en les escalinates de l'Hotel del Prado. A més a més, va gravar el quart disc en viu i un primer DVD al Teatre Solís de Montevideo.
El 2010 canta a l'Esplanada del Palau Legislatiu amb motiu del canvi d'autoritats parlamentàries. El mateix any és l'canta per reinaugura, el Teatre Macció reformat de la seva ciutat natal, San José de Mayo. Al seu torn, és convidada pel govern argentí a cantar en les celebracions pel bicentenari d'aquest país. Hi canta junt amb la Filharmònica de Montevideo a l'assumpció de comandament de la Intendenta de Montevideo.
En els darrers anys va gravar al costat d'altres artistes la cançó de la Selecció Uruguaiana de Futbol Fundación Celeste. Així mateix, el 2011 va realitzar la gira Pebeta de mi barrio, la qual va consistir en un passeig pels barris de Montevideo convidant els veïns que expliquessin les seves històries i records del barri. El treball recopilat en la gira forma part d'un llibre i d'un documental de Malena Muyala.

## Escenaris nacionals[calcitació]
- 1992, Festival de Tango de Montevideo, Teatre Solís abans de l'Orquesta del Maestre Osvaldo Pugliese.
- 1996, Cimera Mundial del Tango en Montevideo.
- 2005, Festival de Jazz de Lapataia en Punta del Este.
- Sala Zitarrosa en Montevideo.
- Plaza Independencia. Homenatge 90 anys del tango La cumparsita, Montevideo.
- 2006, Festival de Jazz de Lapataia en Punta del Este.
- Teatre Solís en Montevideo.
- Festejos del Bicentenari en Montevideo, Uruguai.
- Festejos del Bicentenari en Mercedes, Uruguai.
- Festejos del Bicentenari en San José, Uruguai.
- Auditori Nacional Adela Reta.

## Escenaris internacionals[calcitació]
- Festival Uruguai-Grècia 1993 / Atenes, Grècia.
- Festival de Tango de Granada 1997 / Espanya.
- Festival de Tango de Buenos Aires 1998 / Argentina.
- Homenatge a Carlos Gardel 2003/ Teatre Municipal, Caracas, Venezuela.
- Festa de la Indepèndencia uruguaiana / Gualeguaychú. Argentina.
- Festival Buenos Aires Tango 2004 / Argentina.
- Festival de Tango La Falda 2005 / Córdoba, Argentina.
- Gandhi / Buenos Aires, Argentina.
- Festival Una noche bajo las estrellas, La Falda 2006/ Córdoba, Argentina.
- Notorious / Buenos Aires, Argentina.
- Festival de Tango de Buenos Aires 2007 / Argentina.
- Teatre La Comedia / Rosario, Argentina.
- Festival de Petrópolis / Brasil.
- Festival Tango i més / Italia.
- Teatre Mella / La Habana, Cuba.
- Teatre Karl Marx / La Habana, Cuba.
- Festival SXSW / Austin, Texas, EEUU.

## Obra

### Discografia[calcitació]
- Temas pendientes (Ayuí / Tacuabé, 1998).
- Puro verso (Ayuí / Tacuabé, 2000).
- Malena Muyala en el Solís (Bizarro Records / Uruguay, 2000).
- Mujer de tango (Los Años Luz Discos / Argentina, 2006).
- Viajera (Los Años Luz Discos / Argentina, Bizarro Records / Uruguai, 2007).
- Pebeta de mi barrio (Bizarro Records, 2011).
- Temporal (Bizarro Records, 2015).

### DVD[calcitació]
- Malena Muyala en el Solís (Bizarro Records, 2009).

### Participacions[calcitació]
- Olvidando el adiós / El Puente de Jaime Roos.
- Si me voy antes que vos / Si me voy antes que vos Jaime Roos.
- Avenida Sarandí / Esperando salir (Composicions de nois de l'INAU).
- La vida bienvenida (A benefici de la Fundació Álavarez Calderyro Barcia).
- Liberate (Tribut a Jorginho Gularte).
- Mi corazón (Bajofondo Tango Club).

## Distincions i premis[calcitació]
- Disc d'Or per aTemas pendientes, Càmara Uruguaiana del Disc.
- Disc d'Or per a Puro verso, Càmara Uruguaiana del Disc.
- Padrina de la Fundació Álvarez Caldeyro Barcia.
- Dona de l'any.
- Jove excel·lent.
- Premi Iris, lluirat per El País.
- Disc d'Or per a Viajera, Càmara Uruguaiana del Disc.
- Ciutadana Il·lustre de Montevideo.
- Disc de Platí per a Viajera, Càmara Uruguaiana del Disc.
- DVD d'Or per a Malena Muyala en el Solís, Càmara Uruguaiana del Disc.
- 2010, Premi Graffiti per a Malena Muyala en el Solís com a «Millor Disc de Tango».
- 2016, Premi Graffiti per a Temporal com a «Mejor Disco de Tango».

## Músics actuals[calcitació]
- Enrique Anselmi. Baix.
- Gustavo Montemurro. Piano i acordió.
- Gerónimo de León. Bateria i percussió.
- Fabián Pietrafesa. Clarinet i saxòfon.

## Altres
L'any 2007 és convidada a realitzar l'obra Monólogos de la vagina amb la finalitat de recaptar fons per a la lluita contra la violència a les dones i a les nenes.